# 麥可·葛羅斯
麥可·愛德華·葛羅斯（英語：Michael Edward Gross，1947年6月21日—），美國男演員。較著名的是在電視情景喜劇《天才家庭》（1982年至1989年）中主演史蒂芬·基頓，以及自1990年起在《從地心竄出》電影中飾演伯特·甘莫一角。他也時常出演舞台劇；1979年11月，葛羅斯在百老匯製作的馬丁·謝爾曼戲劇《屈獄情》中飾演了格雷塔一角。

## 個人生活
自1984年6月2日起，葛羅斯與選角導演艾莎·伯傑龍（Elza Bergeron）結婚，且為此成為了對方兩個女兒的繼父。
葛羅斯是一名充滿熱情的鐵路迷，收藏著大量鐵路文物。他本身是個業餘的鐵路歷史學家、攝影師、模型製作者，以及聖塔菲南部鐵路、艾奇遜、托皮卡和聖塔菲鐵路分支線部分（新墨西哥州拉米和聖塔菲之間）的持有者。此外，葛羅斯也是由模型鐵路行業協會贊助的「World's Greatest Hobby」活動的發言人，該活動是為了促進鐵路模型一愛好。他還是Operation Lifesaver的發言人，這是一項促進平交道安全的運動。
自2009年以來，葛羅斯一直是位於馬里蘭州巴爾的摩巴爾的摩與俄亥俄鐵路博物館的「知名代言人」。他也是聖塔菲鐵路歷史學會的成員。

## 外部連結
- 麥可·葛羅斯在互联网电影资料库（IMDb）上的資料（英文）
- 互聯網百老匯資料庫（IBDB）上麥可·葛羅斯的資料（英文）